# Kammerstein
Kammerstein – miejscowość i gmina w Niemczech, w kraju związkowym Bawaria, w rejencji Środkowa Frankonia, w regionie Industrieregion Mittelfranken, w powiecie Roth. Leży około 9 km na północny zachód od Roth, przy autostradzie A6 i drodze B466.

## Dzielnice
W skład gminy wchodzą następujące dzielnice (w nawiasie liczba mieszkańców):
| - Albersreuth (38) - Barthelmesaurach (871) - Günzersreuth (130) - Haag (443) - Hasenmühle (29) - Haubenhof (9) - Kammerstein (468) - Mildach (60) | - Neppersreuth (152) - Oberreichenbach (174) - Poppenreuth (67) - Putzenreuth (72) - Rudelsdorf (115) - Schattenhof (49) - Volkersgau (160) - Waikersreuth (48) |

## Polityka
Wójtem jest Walter Schnell. Rada gminy składa się z 14 członków:
- CSU 5 miejsc
- SPD 2 miejsca
- Bezpartyjni 7 miejsc